# Festival di Castrocaro 2020
La sessantatreesima edizione del Festival di Castrocaro si è svolta a Castrocaro Terme e Terra del Sole il 27 agosto 2020 ed è stata presentata per la seconda volta consecutiva da Stefano De Martino. Per la seconda volta nella storia della manifestazione, la serata è stata trasmessa in diretta su Rai 2, e in contemporanea in diretta radiofonica su Rai Radio 2, commentata da Chiara Papanicolaou e Andrea Santonastaso. L’evento è stato prodotto dalla ArcobalenoTre di Lucio Presta.
L'edizione ha visto alcune novità nel regolamento rispetto a quelle precedenti: è stato infatti abbandonato il meccanismo di sfide a due tra i cantanti partecipanti, a favore di una classifica generale al termine delle esibizioni dei cantanti in due fasi. Nella prima fase, i cantanti si sono esibiti eseguendo due cover a testa, venendo valutati esclusivamente dai membri della giuria artistica. Nella seconda fase, tutti i cantanti hanno eseguito il loro brano inedito, venendo valutati dalla giuria artistica e dalla giuria degli esperti di Rai Radio 2, al cui giudizio viene aggiunto il numero di streaming dei brani inediti sul portale TIMvision.
L'edizione è stata vinta dalla band milanese Watt con il brano Fiori da Hiroshima, che vincono l'accesso di diritto alle audizioni dal vivo per la sezione "Nuove proposte" del Festival di Sanremo 2021. Il Premio SIAE è stato invece assegnato a Fellow con il brano Fire.

## Cantanti
| Ordine di uscita | Interprete      | Prima cover                  | Seconda cover                  | Punteggio cover | Inedito                   | Classifica finale |
| ---------------- | --------------- | ---------------------------- | ------------------------------ | --------------- | ------------------------- | ----------------- |
| 3                | Watt            | Rolls Royce                  | Vacanze romane                 | 37              | Fiori da Hiroshima        | 1°                |
| 6                | Daino           | Estate                       | Redemption Song                | 36              | Mio Dio                   | 2°                |
| 1                | Neno            | Anna e Marco                 | One Day/Reckoning Song         | 35              | Meglio star soli          | 3°                |
| 2                | Jacopo          | Buon viaggio                 | Piccola anima                  | 36              | Cuore di mare             | 4°                |
| 4                | Laura Fantauzzo | Something's Got a Hold on Me | Giudizi universali             | 36              | Mostri di origami         | 5°                |
| 8                | Fellow          | Break My Heart Again         | Perduto amore (in cerca di te) | 35              | Fire                      | 6°                |
| 5                | Nadia D'Aguanno | Vedrai, vedrai               | Wuthering Heights              | 35              | Dio è nessuno             | 7°                |
| 7                | Le Radici       | Oroscopo                     | Quanno chiove                  | 30              | Mi basterebbe il tuo nome | 8°                |

## Giuria
- Bugo
- Riccardo Zanotti
- Maria Antonietta
- Taketo Gohara

## Ospiti
- Gli Arteteca

## Curiosità
- Due degli otto finalisti (Jacopo Ottonello e Neno) hanno partecipato alla diciannovesima edizione di Amici di Maria De Filippi[3]

## Ascolti
| Messa in onda  | Telespettatori | Share |
| -------------- | -------------- | ----- |
| 27 agosto 2020 | 750.000        | 4,9%  |